# 罪と夏
『罪と夏』（つみとなつ）は、関ジャニ∞の楽曲。2016年7月6日にINFINITY RECORDSから35作目のシングルとして発売された。

## 概要
- 前作『侍唄 (さむらいソング)』から約7か月振りのリリース。
- CDは初回限定盤A・B、通常盤の3形態で発売。
- 表題曲「罪と夏」は、関ジャニ∞らしさあふれるアッパーなロックチューンとなっている[10]。
  - 自身のシングルA面曲でタイアップが付かなかった[注 3]作品は、2ndシングル『大阪レイニーブルース』以来、約11年4か月振り通算2作目となる。
- カップリング「噂のオトコマエイト!」は、怒髪天の増子直純と上原子友康からの楽曲提供である[9]。
  - 初回限定盤A・通常盤のみ収録。
- カップリング「The Light」は、メンバーの丸山隆平と安田章大のユニット曲である。
  - 初回限定盤Aのみ収録。
- カップリング「バッキバキ体操 第一」は、自身の冠番組であるフジテレビ系『関ジャニ∞クロニクル』内コーナー『バッキバキ体操』のテーマソングである[11]。
  - 同曲は、「ラジオ体操を超える新型エクササイズ」として、ハイテンションでクールなEDMだが体操の動きを彷彿とさせる振付で、歌って踊って「バッキバキな体」を手に入れる、新しいエクササイズの楽曲となっている[11]。
  - タイアップに合わせ、作詞には「KJ∞CHRONICLE」がクレジットされている。
- カップリング「エイトエイター Oh!」は、メンバーの丸山が作詞を担当した[12]。
  - 同曲は、ライブイベントツアー『関ジャニ∞リサイタル 真夏の俺らは罪なヤツ』の開始の宣誓で使用されており、同曲の発表時には「『関ジャニ∞リサイタル』を演出するうえで非常に重要な楽曲」と紹介されていた[12]。
  - 初回限定盤Bのみ収録。
- カップリング「Do you agree?」は、関ジャニ∞が結成される前から演奏されており、2002年12月18日にメンバーの大倉忠義がメンバーに正式加入したことにより『関ジャニ8』（後の関ジャニ∞）が結成され、結成が発表された自身のレギュラー番組である関西テレビ『J³ KANSAI』にて、初めて8人（結成当時）で演奏された楽曲である。
  - 以降、様々なライブや音楽番組で披露され、自身の1stライブDVD『Excite!!』から、オリジナルバージョンが最後に披露された9thライブDVD/Blu-ray『KANJANI∞ LIVE TOUR!! 8EST 〜みんなの想いはどうなんだい?僕らの想いは無限大!!〜』まで9作中8作にて映像化されてきたが、CDに収録されるのは本作で初である[9]。
  - 本作には、メンバー7人の演奏でリアレンジされた新録バージョンを収録。その為、8人及び7人の原曲バージョンは2022年1月現在未収録である[9]。
- 初回限定盤には特典DVDを付属。
  - 初回限定盤Aには、表題曲「罪と夏」のミュージック・ビデオとメイキング映像を収録[9]。
  - 初回限定盤Bには、カップリング「バッキバキ体操 第一」のミュージック・ビデオとメイキング映像を収録[9]。
- 本作の初回限定盤・通常盤をCDショップ対象店にていずれか1枚購入につき、オリジナルペットボトルホルダー（全7色）とオリジナルチケットクリアファイルとオリジナルステッカーのいずれかが当たる店頭抽選会が実施された[13]。
- 2024年1月1日、デビュー20周年を記念し、過去にリリースされた全楽曲が各種音楽ダウンロードサービス、サブスクリプションサービスで配信されることに伴い、表題曲「罪と夏」がベストアルバム『GR8EST』の収録曲およびシングル『ひとりにしないよ』の収録曲[注 4]、同年1月24日には同曲がアルバム『ジャム』の収録曲として配信開始され、同年1月31日には本作の通常盤の収録曲の配信も開始された[14][15][16]。
- 2025年1月1日、上述のサブスク解禁で配信されていなかった、本作の初回限定盤AおよびB収録の「The Light」と「エイトエイターOh!」の配信が開始された[17]。

### 各形態概要
| 曲名                    | 形態  | 形態  | 形態 |
| 曲名                    | 初回A | 初回B | 通常 |
| ----------------------- | ----- | ----- | ---- |
| 噂のオトコマエイト!     | ○     | ×     | ○    |
| The Light（丸山・安田） | ○     | ×     | ×    |
| バッキバキ体操 第一     | ×     | ○     | ○    |
| エイトエイターOh!       | ×     | ○     | ×    |
| Do you agree?           | ×     | ×     | ○    |

| 特典内容 | 形態                   |
| --- | ---------------------- |
| 店舗抽選会 - A賞：『罪と夏×関ジャニ∞リサイタル』オリジナルペットボトルホルダー（全7色） - B賞：『罪と夏×関ジャニ∞リサイタル』オリジナルチケットクリアファイル - ∞賞：∞（エイト）ステッカー | 全形態                 |
| 特典DVD（詳細は「#特典DVD」を参照） | 初回限定盤A・B         |
| 歌詞ブックレット | 初回限定盤A・B         |
| メイキング・フォトブック | 通常盤（初回プレス分） |

## 販売形態
- 発売日：2016年7月6日
  - 初回限定盤A（JACA-5609~5610：CD+DVD）
    - 歌詞ブックレット封入

  - 初回限定盤B（JACA-5611~5612：CD+DVD）
    - 歌詞ブックレット封入

  - 通常盤（JACA-5613：CD）
    - メイキング・フォトブック封入（初回プレス分のみ）
- 発売日：2019年7月12日
  - 通常盤：十五催ハッピープライス盤（JSNC-1535：CD）
    - 自身の配信アプリ『関ジャニ∞アプリ』対応のため、15%オフでの再発売。
- 発売日：2024年1月31日
  - 配信作品
    - デビュー20周年を記念した音楽ダウンロードサービスおよびサブスクリプションサービスでの配信[14][15][16]。

## チャート成績

### シングルチャート順位
- オリコンチャート
  - 初週27.5万枚を売り上げ、2016年7月18日付の「オリコン週間 CDシングルランキング」で週間1位を獲得した[2]。
    - 22作連続、通算30作目のシングル1位となった[2]。

  - 累計295,482枚を売り上げ、2016年7月度「オリコン月間 CDシングルランキング」で月間2位を獲得した[3]。
  - 累計300,357枚を売り上げ、2016年度「オリコン年間 CDシングルランキング」で年間21位を獲得した[4]。
- Billboard JAPAN
  - 初週282,367枚を売り上げ、2015年8月12日公開の「Billboard JAPAN Top Singles Sales」で週間1位を獲得した[6]。
  - 2016年度「Billboard Japan Top Singles Sales Year End」で年間22位を獲得した[7]。

### 各曲チャート順位
- Billboard JAPAN
  - 初週35,508ptを記録し、2016年7月13日公開の「Billboard Japan Hot 100」で表題曲「罪と夏」が週間1位を獲得した[5]。
  - 2016年度「Billboard Japan Hot 100 Year End」で表題曲「罪と夏」が年間57位を獲得した[8]。

## 収録曲

### CD

#### 通常盤・配信
※「オリジナル・カラオケ」および「Secret Talk」は通常盤のみ収録。
1. 罪と夏 - [4:27]
作詞：高木誠司
作曲：Dr.Dalmatian
編曲：Dr.Dalmatian、久米康嵩
2. バッキバキ体操 第一 - [3:50]
作詞：KJ∞CHRONICLE
作曲・編曲：高橋浩一郎
  - フジテレビ系『関ジャニ∞クロニクル』内コーナー『バッキバキ体操』テーマソング[11]
3. 噂のオトコマエイト! - [3:28]
作詞：増子直純
作曲：上原子友康
編曲：大西省吾
  - 怒髪天の増子直純と上原子友康からの楽曲提供。
4. Do you agree? - [3:07]
作詞・作曲：清水昭男
編曲：Peach
  - 関ジャニ∞が結成され初めて演奏した楽曲の7人の演奏によるリアレンジバージョン[9]
  - メンバーが自身で演奏を行っている[9]。
5. 罪と夏 (オリジナル・カラオケ)
6. バッキバキ体操 第一 (オリジナル・カラオケ)
7. Secret Talk - 横山裕

#### 初回限定盤A（CD）
1. 罪と夏
2. 噂のオトコマエイト!
3. The Light / 丸山隆平・安田章大 - [3:30]
作詞：SHIKATA
作曲：GRP, SHIKATA
編曲：GRP, KAY, SHIKATA
  - 丸山・安田のユニット曲。
  - 2025年1月1日に単曲で配信開始された[17]。

#### 初回限定盤B（CD）
1. 罪と夏
2. バッキバキ体操 第一
3. エイトエイターOh! - [1:28]
作詞：丸山隆平
作曲・編曲：高橋浩一郎
  - メンバーの丸山隆平が制作した楽曲。
  - 2025年1月1日に単曲で配信開始された[17]。

### 特典DVD

#### 初回限定盤A（特典DVD）
| #         | タイトル               | 作詞  | 作曲・編曲 | 時間  |
| --------- | ---------------------- | ----- | ---------- | ----- |
| 1.        | 「罪と夏」(Music Clip) |       |            | 4:55  |
| 2.        | 「罪と夏」(Making)     |       |            | 14:25 |
| 合計時間: | 合計時間:              | 19:20 |            |       |

#### 初回限定盤B（特典DVD）
| #         | タイトル                            | 作詞  | 作曲・編曲 | 時間  |
| --------- | ----------------------------------- | ----- | ---------- | ----- |
| 1.        | 「バッキバキ体操 第一」(Music Clip) |       |            | 4:00  |
| 2.        | 「バッキバキ体操 第一」(Making)     |       |            | 14:24 |
| 合計時間: | 合計時間:                           | 18:24 |            |       |

## 楽曲提供者

### アーティスト作
- 怒髪天
  - 増子直純
    - 「噂のオトコマエイト!」(作詞)[注 5]

  - 上原子友康
    - 「噂のオトコマエイト!」(作曲)[注 5]

### メンバー作
- 丸山隆平
  - 「エイトエイターOh!」(作詞)[注 6]

## 参加ミュージシャン
※アルバム『ジャム』のクレジットより。
罪と夏
- Drums：ターキー
- E Bass：松田"FIRE"卓己
- Trumpet：木幡光邦
- Trumpet：斎藤幹雄
- Trombone：SASUKE
- Tenor Sax：佐藤公彦
- Strings：中島優紀ストリングス
- E Guitar：久米康嵩
- all other Instruments：久米康嵩, Dr.Dalmatian

## 収録作品

### アルバム
罪と夏
- 9thアルバム『ジャム』
- 2ndベストアルバム『GR8EST』
- 配信限定アルバム『関ジャニ∞のいろは』

※5人の再録バージョンおよび1ハーフバージョンを収録。
- 配信限定アルバム『関ジャニ∞のいろは2023』

※5人の再録バージョンおよび1ハーフバージョンを収録。

### シングル
罪と夏
- 38thシングル『なぐりガキBEAT』（初回限定盤）

※リミックス音源を収録。
- 46thシングル『ひとりにしないよ』（通常盤）

※5人の再録バージョンを収録。

### 映像作品

#### ライブ映像
罪と夏
- 15thライブDVD/Blu-ray『関ジャニ∞リサイタル 真夏の俺らは罪なヤツ』
- 16thライブDVD/Blu-ray『関ジャニ'sエイターテインメント』
- 17thライブDVD/Blu-ray『関ジャニ'sエイターテインメント ジャム』
- 18thライブDVD/Blu-ray『関ジャニ'sエイターテインメント GR8EST』
- 19thライブDVD/Blu-ray『十五祭』
- 21stライブDVD/Blu-ray『KANJANI∞ STADIUM LIVE 18祭』

※初回限定盤A・Bの特典DVD/Blu-rayにも収録。
- 50thシングル『アンスロポス』（初回限定「冬」盤 特典Blu-ray/DVD）

噂のオトコマエイト!
- 15thライブDVD/Blu-ray『関ジャニ∞リサイタル 真夏の俺らは罪なヤツ』

The Light
- 16thライブDVD/Blu-ray『関ジャニ'sエイターテインメント』

バッキバキ体操 第一
- 15thライブDVD/Blu-ray『関ジャニ∞リサイタル 真夏の俺らは罪なヤツ』

エイトエイターOh!
- 15thライブDVD/Blu-ray『関ジャニ∞リサイタル 真夏の俺らは罪なヤツ』

Do you agree?
- 1stライブDVD『Excite!!』
- 2ndライブDVD『Spirits!!』
- 3rdライブDVD『Heat up!』
- 4thライブDVD『47』
- 5thライブDVD『TOUR 2∞9 PUZZLE』
- 7thライブDVD/Blu-ray『KANJANI∞ LIVE TOUR 2010→2011 8UPPERS』
- 8thライブDVD/Blu-ray『KANJANI∞ 五大ドームTOUR EIGHT×EIGHTER おもんなかったらドームすいません』
- 9thライブDVD/Blu-ray『KANJANI∞ LIVE TOUR!! 8EST 〜みんなの想いはどうなんだい?僕らの想いは無限大!!〜』
- 15thライブDVD/Blu-ray『関ジャニ∞リサイタル 真夏の俺らは罪なヤツ』
- 19thライブDVD/Blu-ray『十五祭』（Blu-ray盤 特典Blu-ray）
- 24thライブBlu-ray/DVD『超DOME TOUR 二十祭』

#### ミュージック・ビデオ
罪と夏
- 2ndベストアルバム『GR8EST』（完全限定豪華盤 特典DVD）

バッキバキ体操 第一
- 2ndベストアルバム『GR8EST』（完全限定豪華盤 特典DVD）